# Amara Walker

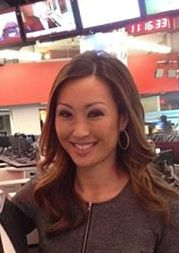
Amara Walker (2014)

Amara Walker (* 30. November 1981 in Los Angeles, Kalifornien als Amara Sohn) ist eine US-amerikanische Journalistin. Sie ist Anchorwoman beim Fernsehsender CNN und derzeit Co-Moderatorin der Morgensendung CNN This Morning Weekend.

## Werdegang
Walker ist koreanische Amerikaner und außerhalb von Los Angeles geboren und aufgewachsen. Sie schloss ihr Studium in Politikwissenschaften und Journalismus an der University of Southern California mit Magna Cum Laude ab. 
Walker begann ihre Karriere bei KMIR-TV in Palm Springs. 2005 wechselte sie zum NBC-Sender WTVJ in Miami, Florida.
Seit 2012 arbeitet sie für CNN im Hauptquartier in Atlanta als Nachrichtenmoderatorin und Korrespondentin. Seit dem 1. November 2022 moderiert sie die Morgensendung CNN This Morning Weekend, zunächst gemeinsam mit Boris Sanchez, aktuell mit Victor Blackwell.